# حلقه خلقی

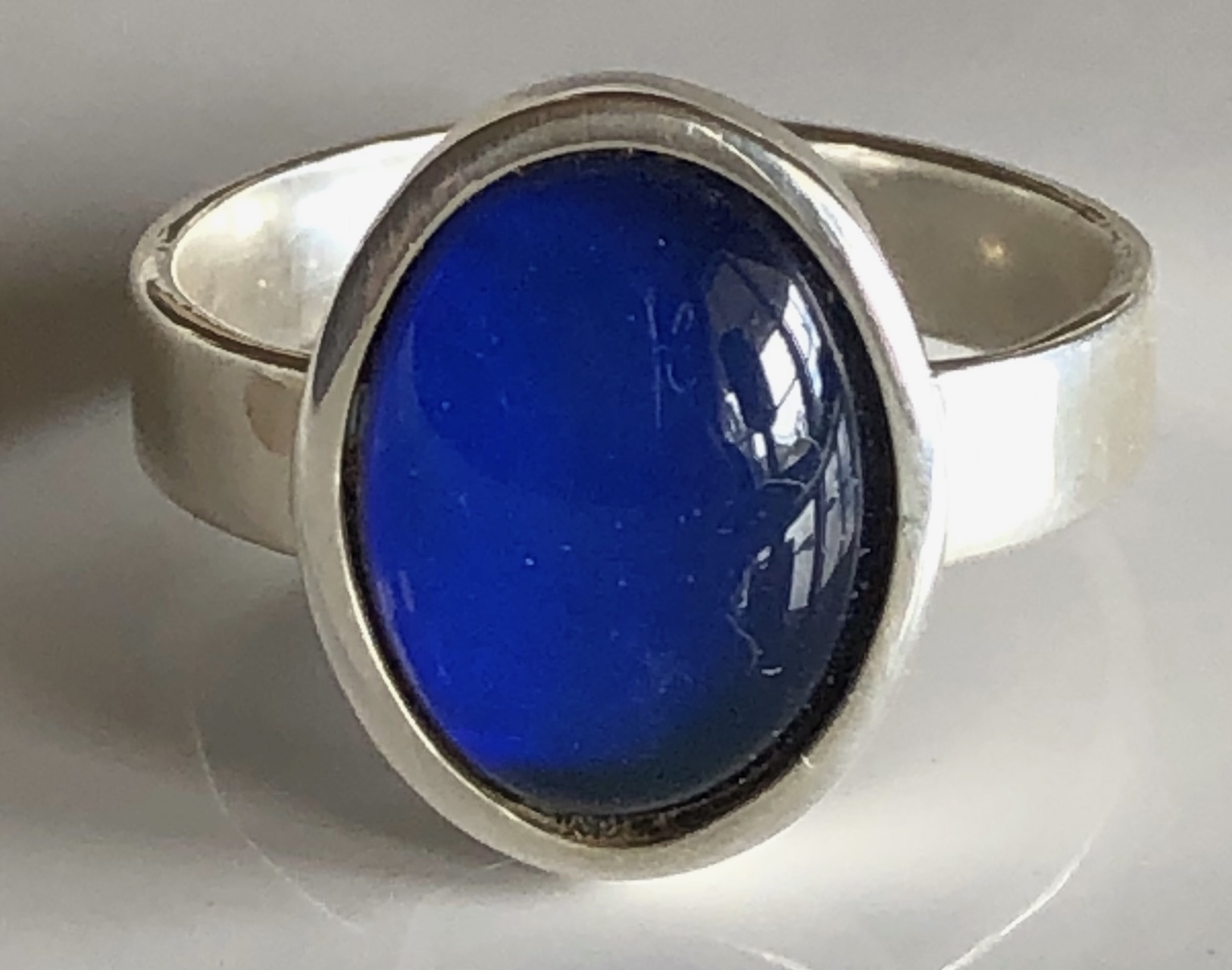
«حلقهٔ خلقی» اصل که در تابستان سال ۱۹۷۵ با نام «سنگ خلق و خوی» معرفی گردید.

حلقهٔ خلق و خوی (به انگلیسی: Mood ring) انگشتری دارای عنصر گرمارنگی می‌باشد که رنگ سنگ خود را بر اساس دمای انگشت شخصی که از آن استفاده می‌نماید تغییر می‌دهد و به‌طور قابل توجه تا زمانی که دمای انگشت نسبتاً ثابت باشد توسط جریان خون محیطی که توسط دستگاه عصبی خودمختار تعدیل می‌شود، تعیین می‌شود. کریستال مایع موجود در حلقه خلق بنا بر دما رنگش تغییر می‌کند.